# Alex Odhiambo
Alex Odhiambo est un boxeur ougandais né le 10 octobre 1943.

## Carrière
Alex Odhiambo participe aux Jeux olympiques d'été de 1964 à Tokyo, où il est éliminé au troisième tour dans la catégorie des poids légers par le Hongrois János Kajdi.
Il est médaillé de bronze dans la catégorie des poids super-légers aux Jeux de l'Empire britannique et du Commonwealth de Kingston en 1966 ainsi qu'aux Championnats d'Afrique de boxe amateur 1968 à Lusaka. 
Aux Jeux olympiques d'été de 1968 à Mexico, il est éliminé au troisième tour dans la catégorie des poids super-légers par l'Américain James Wallington.